# Vera Weizmann

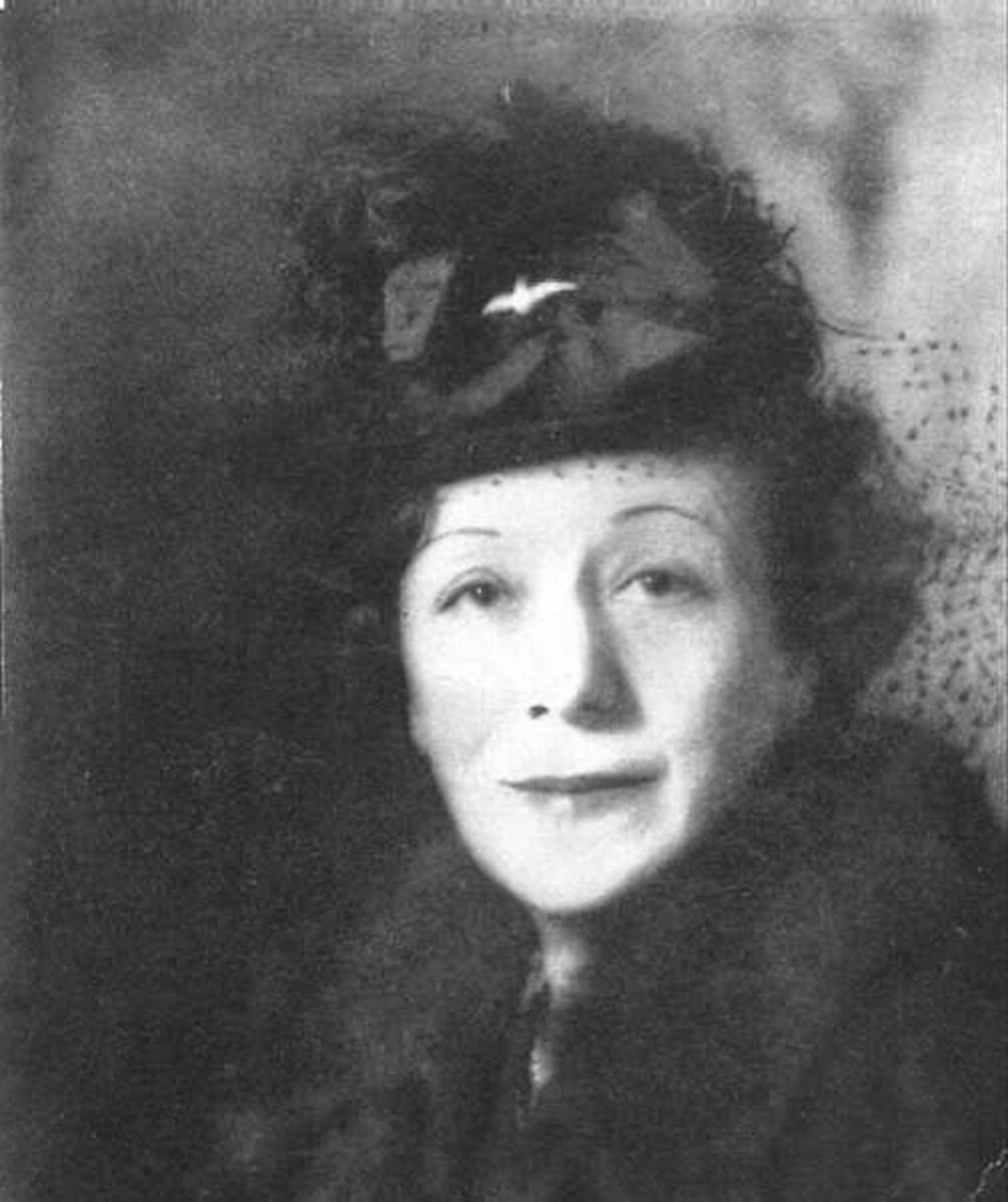
Vera Weizmann

Vera Weizmann  (* 27. November 1881 in Rostow, Russisches Reich; † 24. September 1966 in London) war eine russisch-britisch-israelische Ärztin, zionistische Aktivistin und Ehefrau des ersten Staatspräsidenten Israels Chaim Weizmann.

## Leben
Vera Weizmann wurde als Vera Chazmann in der russischen Stadt Rostow geboren und studierte Medizin an der Universität Genf. Nach ihrer Heirat mit Chaim Weizmann, dem künftigen ersten Staatspräsidenten Israels, im Jahre 1906 lebte das Paar bis 1937 in der englischen Stadt Manchester, wo Vera Weizmann von 1913 bis 1916 als Kinderärztin arbeitete. Im Ersten Weltkrieg wurde sie gemeinsam mit ihrem Mann wissenschaftliche Beraterin für Chemie in der britischen Admiralität. Das Paar hatte zwei Söhne. Der jüngere Sohn Michael diente während des Zweiten Weltkrieges als Pilot in der Royal Air Force und wurde über dem Golf von Biskaya abgeschossen.
1920 gehörte sie zu den Gründerinnen der Women’s International Zionist Organisation (WIZO) und war während 40 Jahren, abwechselnd mit Rebecca Sieff, deren Präsidentin. Zu Beginn des Zweiten Weltkriegs errichtete sie in England eine Zweigstelle der Kinder- und Jugend-Alijah und leitete diese Organisation später in Israel als Ehrenpräsidentin.
Während des israelischen Unabhängigkeitskrieges kümmerte sich Vera Weizmann um die Behandlung und Rehabilitation verwundeter Soldaten. Zudem war sie in zahlreichen weiteren karitativen Organisationen tätig, wie beispielsweise dem „israelischen Roten Kreuz“ Magen David Adom, dessen Mitbegründerin sie war.
Sie starb 1966 in London.

## Publikationen
- The impossible takes longer: the memoirs of Vera Weizmann, wife of Israel’s first President, as told to David Tutaev. London, 1967.